# 百武彗星 (C/1996 B2)
百武彗星（ひゃくたけすいせい、Comet Hyakutake; C/1996 B2）は、1996年1月に、日本のアマチュア天文家でコメットハンター（彗星捜索家）の百武裕司が発見した彗星。

## 概要
百武彗星は、1996年1月の発見から2ヶ月後の同年3月に、地球に非常に近い距離を通過した。百武彗星は「1996年の大彗星（The Great Comet of 1996）」とも呼ばれ、過去200年間で地球に最も近づいた彗星の一つである。このため、地球から見た彗星の光度は非常に明るくなり、世界中で多くの人々がこの彗星を観測した。その人気は、翌年に大彗星となることが前年から待望され、当時木星軌道付近まで近づいていたヘール・ボップ彗星を一時的に凌ぐこととなった。しかし、百武彗星が最も明るかった期間はわずか数日間に終わった。
百武彗星の科学的観測によって、いくつかの大きな発見がなされた。彗星研究者にとって最も驚きだったのは、彗星からのX線の放射が発見されたことであった。百武彗星は、彗星からのX線放射が見つかった初めての例である。このX線は、太陽風に含まれる荷電粒子が彗星のコマの中性原子と相互作用することで放射されると考えられている。また、太陽探査機ユリシーズは百武彗星の核から5億km以上離れた距離で偶然にもこの彗星の尾の中を通過した。このことから、百武彗星がこれまで知られていた彗星の中で最も長い尾を持つことが確認された。
百武彗星は長周期彗星である。前回太陽系内を通過する以前にはその軌道周期は約15,000年であったが、太陽系の巨大惑星からの重力的影響によって現在ではこの周期は約72,000年に延びている。

## 発見
百武彗星は、1996年1月31日（JST）に日本のアマチュア天文家百武裕司によって発見された。百武はそれまで福岡県で数年にわたって彗星捜索を行なっており、農村地域のより暗い空を求めて1993年に鹿児島県に転居した。百武彗星の発見時、百武は強力な25x150双眼鏡で掃天捜索していた。
後に大彗星となる百武彗星 (C/1996 B2) は、百武が2番目に発見した彗星で、この発見のわずか数週間前の1995年12月26日(JST)に、百武は最初の彗星 C/1995 Y1 を発見していた。1月31日、百武はこの最初の彗星（この彗星は肉眼等級になることはなかった）を再観測していた時に、たまたま第一の彗星の発見位置近くの空を眺めた。驚いたことにその天域にはもう一つ別の彗星がいた。この第二の彗星の位置は第一の彗星の発見位置から3度ほどしか離れていなかった。百武は、第一の彗星発見のすぐ後にもう一つ彗星を発見するなどとはほとんど信じられなかったが、翌朝に自分の観測データを国立天文台に報告した。その日の遅くになって百武の発見は別の独立観測によって確認された。
このように百武の名前が命名された彗星が2個存在するため、区別するために C/1996 B2 を非公式に百武第二彗星と呼ぶ場合がある。これは基本的には2回以上の回帰が観測された周期彗星に用いる命名方法であるため正式なものではないが、天文ファンや公共天文台の一般向け資料などで用いられる場合がある。
百武彗星は発見時の光度が11.0等で、コマの大きさは約2.5分角だった。発見当時、彗星は太陽から約2AUの距離にあった。後に、この彗星の発見前の像が1月1日に撮影された写真上で見つかった。この時彗星は太陽から約2.4AUの距離にあり、光度は13.3等だった。

## 軌道
百武彗星の軌道が最初に計算されると、この彗星は3月25日に地球からわずか0.1AUという近距離を通過することが明らかとなった。これよりも近い距離まで接近した彗星は過去100年間で3個しか存在しない。当時はヘール・ボップ彗星が大彗星になる可能性が既に議論されていたため、百武彗星も明るくなるであろうことが天文学のコミュニティで知られるようになるまでにはやや時間がかかった。しかしこれだけ地球に近づくということは、百武彗星が大彗星になる可能性が非常に大きいことを意味していた。
この彗星が明るくなると予想されたもう一つの材料として、彗星の軌道から考えてこの彗星は前回約17,000年前に太陽系内部に回帰していると分かった点が挙げられる。このことは、百武彗星が軌道周期数百万年というオールトの雲から初めてやって来た彗星ではなく、おそらく過去に数回太陽に近づいていることを意味している。太陽系内部に初めてやってくる彗星は初めは急速に増光するが、太陽に接近するにつれて核表面にある揮発性物質の層が蒸発するためにかえって暗くなってしまう。1973年のコホーテク彗星がこの典型例で、当初は世紀の大彗星として宣伝されたが、実際には中程度の光度にしかならなかった。これに対して古い彗星の場合にはより一貫した予測可能な増光パターンを見せるものが多い。
また、地球に極めて近づくことに加えて、この彗星の軌道から、この彗星は地球最接近の頃には北極星に非常に近い位置を通過するため、北半球から一晩中見られることが分かった。ほとんどの彗星は最大光度の時期には天球上で太陽に近づいているため、薄明のない暗夜の時間帯には観測できないのが普通である。

## 地球接近
百武彗星は、1996年3月初旬には肉眼で見えるようになった。3月中旬には彗星はまだあまり目立たず、光度4等で尾の長さは5度程度だった。しかし地球最接近に近づくにつれて急速に増光し、尾も長くなった。3月24日には夜空で最も明るい天体の一つとなり、その尾は天球上で35度にまで伸びた。この彗星は特徴的な青緑色をしていた。
3月25日に百武彗星は地球に最接近した。最接近時には夜空を非常に速い速度で移動し、わずか数分間で恒星に対して移動しているのが分かるほどだった。この日の百武彗星は30分で満月の直径分（約0.5度）を移動するという高速で空を移動していった。観測者の報告では彗星の明るさは約0等で尾の長さは80度に達した。彗星のコマは北半球の中緯度地域ではほぼ天頂近くに見え、直径1.5-2度角で、満月のほぼ4倍の大きさに見えた (James 1998)。彗星の頭部は C2 ラジカルの強い輝線によって肉眼でもはっきりと緑色に見えた。
百武彗星が最大光度にあったのはわずか数日間だったため、百武彗星について、翌年にヘール・ボップ彗星が世間の人々に与えたのと同じような強い印象が世間に広がるには至らなかった。特にヨーロッパの観測者の中には天候不順によって最大光度の時期に百武彗星を見ていない者も多い。しかし百武彗星とヘール・ボップ彗星を両方とも最も明るい時期に観測できた人々の間では、百武彗星の方が素晴らしかったと主張する者も少なくない。

## 近日点通過とその後
地球接近後、百武彗星は約2等級まで減光した。彗星は1996年5月1日に近日点に達し、再び増光して、地球通過時によく見えていたイオンテイルに加えてダストテイルも見せるようになった。しかしこの頃には彗星は太陽に非常に近い位置にあったため、容易には見ることができなかった。百武彗星の近日点通過は太陽観測衛星 SOHO によって観測された。この時の画像には彗星と同時に太陽の大規模なコロナ質量放出が記録されている。近日点での太陽から彗星までの距離は0.23AUで水星軌道よりもかなり内側だった。
近日点通過後、百武彗星は急速に暗くなり、5月の終わりには肉眼で見ることができなくなった。彗星の軌跡は南の空へと下がり、近日点通過後には観測報告は大きく減った。地上からの最後の観測報告は1996年10月24日のもので、この時の光度は16.8等でコマはもはや見えなかった。
百武彗星はかつて約17,000年前に太陽系内部を通過したと考えられている。1996年の回帰の際に太陽系のガス惑星から重力相互作用を受けた結果、その軌道は大きく引き伸ばされ、次に太陽系内部に再び戻ってくるのは約72,000年後とされている (James 1998)。しかし一方で公転周期を約114,000年とするデータもある。

## 科学的成果

### 探査機による尾の通過
太陽探査機ユリシーズは1996年5月1日に百武彗星の尾を通過した。尾を通過することは計画されていたものではなく予想外だった。ユリシーズがこのような遭遇をしていたことは知られていなかったが、1998年にある研究者達がユリシーズの古いデータを解析した際に、ある時期に陽子の通過個数が大きく減少し、また局所的な磁場の方向と強度が変化していることをユリシーズの観測装置が検出しているのを見つけた。研究者らは、このデータは探査機がある天体、おそらくは彗星の「航跡」を横切ったことを示すものと考えたが、これに対応する天体を同定することはできなかった。
2年後、2つの研究チームが独立にこの時の現象を分析した。磁力計担当のチームは、上述の磁場の方向の変動の様子が、彗星のイオンテイル（プラズマテイル）で生じると考えられる「ひだ」状構造のパターンと一致することに気づいた。磁力計チームはこの原因となる候補を探した。当時の探査機の位置近くには既知の彗星は存在しなかったが、さらに広い範囲を探したところ、百武彗星が1996年4月23日にユリシーズから約5億km離れた位置でユリシーズの軌道面を横切っていることを突き止めた。この時の太陽風の速度は約750km/sだったため、彗星の尾の物質がこの速度で、黄道面から約45度離れ、3.73AUの距離にあったユリシーズ探査機の位置まで流されるには約8日かかると推定された。この磁場測定データから推測されたイオンテイルの配置は百武彗星の軌道面上にある彗星核の位置とよく合っていた (Jones, BAlogh & Horbury 2000)。
もう一つのチームは探査機のイオン組成分光計のデータを調査し、磁場の変動と同時に荷電粒子の検出個数が突然大きく増えていることを発見した。この時に検出された元素の相対存在度から、この現象に対応する天体は彗星に間違いないことが明らかになった (Gloekler, Geiss, Schwadron et al. 2000)。
このユリシーズと百武彗星の遭遇から、百武彗星の尾は少なくとも5億7,000万km (3.6AU) 以上の長さを持っていたことが分かった。これはそれまで知られていた最も尾の長い彗星である1843年の大彗星の尾の2.2AUに対してそのほぼ2倍に達する長さである。

### 組成
地上からの観測で、百武彗星にエタンとメタンが見つかった。これらのガスが彗星から検出されたのはこれが初めてであった。化学分析によって、エタンとメタンの存在量はほぼ同じであることが分かった。これは彗星の氷が太陽から遠く離れた星間空間で作られたことを示唆するものと考えられている。太陽の近くではこのような揮発成分は容易に蒸発してしまうためである。百武彗星の氷は20K以下の低温の環境で作られたはずであると推定されており、このことは、この彗星の核が平均的な星間雲よりは密度の高い環境で形成された可能性を示している (Mumma et al. 1996)。
百武彗星の水の氷に含まれる重水素の量も分光観測によって決定された (Bockelee-Morvan, Gautier, Lis et al. 1998)。重水素と軽水素の比（D/H 比）は約 3 x 10-4 で、これと比較して地球の海水での値は約 1.5 x 10-4 である。地球の海水の起源を説明する説の一つに、海水の大部分は彗星の衝突によってもたらされたとする説があるが、百武彗星やその他のヘール・ボップ彗星、ハレー彗星などの彗星で測定されている高い D/H 比は、この説とは矛盾を生じることになる。
観測により同定された物質として、イソシアン化水素(HNC)、アセトニトリル(CH3CN)などのニトリル、イソシアン酸(HNCO) などの窒素含有化合物、硫化カルボニル(OCS)、二硫化炭素(CS2)、硫黄分子(S2)などの硫黄を含む分子が報告されている。

### X線放射

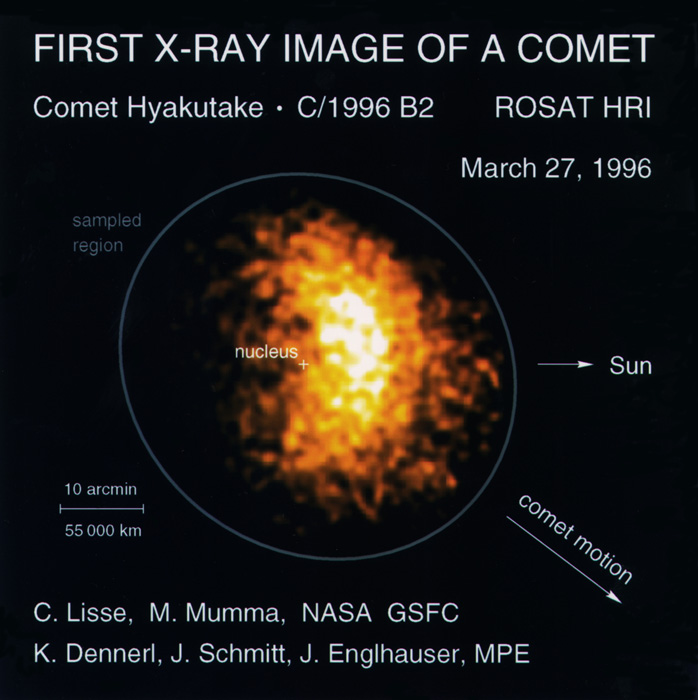
ROSAT によって観測された百武彗星からのX線放射

百武彗星の太陽系通過によってもたらされた驚くべき成果の一つに、彗星からX線の放射を発見したことが挙げられる。これは ROSAT 衛星の観測で判明したもので、彗星のコマから非常に強いX線放射が観測された (Glanz 1996)。彗星からのX線放射が観測されたのはこれが初めてだったが、間もなく研究者はほぼ全ての彗星がX線を放射していることを発見した。百武彗星からのX線は核を取り囲む三日月状の領域で最も強く、この三日月形の端は太陽の反対方向を向いていた。
このX線放射の原因は、いくつかのメカニズムが複合していると考えられている。太陽からのX線を天体が反射する現象は月のような他の太陽系天体でも見られるが、百武彗星のX線フラックス全体を太陽X線の反射で説明することはできないと思われている。彗星の希薄なコマではX線を十分に反射することができないためである。太陽風に含まれる高エネルギー粒子が彗星物質と相互作用してX線を放射するという過程も、彗星からのX線の多くに寄与する有力な候補と考えられている。2000年にチャンドラ衛星によって行われたLINEAR彗星の観測で、この彗星から観測されるX線の大部分は太陽風に含まれる窒素及び酸素のイオンと彗星のコマに含まれる中性水素原子との衝突による荷電交換反応で生成した励起イオンから放射されていることが明らかになった。

### 核の大きさと活動性
アレシボ天文台でのレーダー観測によって、百武彗星の核は直径約2kmで、核から数m/sの速度で放出された小石サイズの粒子の「雨あられ」がその周囲を取り巻いていることが分かった。この核の直径の測定値は赤外線放射や電波の観測から間接的に見積もられた値とよく一致している (Sarmecanic, Fomenkova, Jones & Lavezzi 1997; Lisse, Fernández, Kundu et al. 1999)。
このように核のサイズが小さい（ハレー彗星の核は直径約15km、ヘール・ボップ彗星は約40km）ことから、百武彗星は増光時にかなり激しい活動が起きたことが示唆されている。多くの彗星ではガス放出は核表面の狭い範囲でしか起こらないが、百武彗星では表面の大半または全体で放出活動が起こったと推定される。ダストの放出率は3月初めの時点で約 2 × 103 kg/s、近日点通過の頃には 3 × 104 kg/s まで増加したと推定されている。また同じ期間にダストの放出速度も 50m/s から 500m/s に増加したと見られる (Fulle, Mikuz & Bosio 1997; Jewitt & Matthews 1997)。
また、核から放出された物質を観測すると、核の自転周期を見積もることができる。百武彗星が地球を通過したとき、彗星物質の大きな塊が太陽の方向に向かって6.23時間ごとに放出される様子が観測された。さらに別の小規模な放出も同じ周期で観測されたことから、この周期が核の自転周期であることが確認された (Schleicher, Millis, Osip & Lederer 1998)。